# Sätkysaari
Sätkysaari är en ö i Finland. Den ligger i sjön Vahvajärvi och i kommunen Hirvensalmi i den ekonomiska regionen  S:t Michel och landskapet Södra Savolax, i den södra delen av landet, 190 km nordost om huvudstaden Helsingfors. Öns area är 70,6 hektar och dess största längd är 1,6 kilometer i sydöst-nordvästlig riktning.